# Mercury Rev
Mercury Rev er en amerikansk rockgruppe der blev dannet i de sene 1980'erne i Buffalo, New York. Oprindelige bandmedlemmer var David Baker (vokal), Jonathan Donahue (vokal, guitar), Sean Mackowiak, a.k.a. "Grasshopper" (guitar, klarinet), Suzanne Thorpe (fløjte), Dave Fridmann (bass) og Jimy Chambers (trommer).
Mercury Rev startede deres karriere uden den helt store ambition om at gøre noget alvorligt ved musikken. Henkastetheden lod sig høre på gruppens tidlige art-noise-udgivelser, der dog siden hen er blevet afløst af en atmosfærisk og drømmende lyd, som har bragt gruppen fra undergrunden og ud til et bredere publikum.
Mercury Rev startede deres musikalske karriere med at lave musik til kortfilm. Oprindelig var gruppens forsanger og frontmand den både overvægtige og uligevægtige David Baker, men han forlod gruppen i 1992, og siden da har det været Jonathan Donahue, der har stået i forgrunden med sin skrøbelige vokal.
Mercury Revs debutalbum Yerself Is Steam udkom i 1991 og blev udråbt til en undergrundsklassiker. Stilen var ekstremt støjende og kaotisk men under de voldsomme soniske angreb fornemmede man allerede dengang, at fornemmelsen for skønhed lurede.
Gruppens hang til selvdestruktion truede imidlertid med at gøre det af med den. Ikke alene var stof- og alkoholmisbrug en del af hverdagen. Medlemmerne havde også ry for at komme op at slås med hinanden til koncerter, et flyselskab havde forment dem adgang for evigt efter at Donahue prøvede at grave Grasshoppers øje ud med en ske på et af deres fly, og bassisten Dave Fridmann fyrede alle de penge, gruppen havde fået til at lave singlen 'Car Wash Hair' af på en ferie til sin mor.
Gruppens andet album Boces som udkom i 1993 og var opkaldt efter en teknisk skole for adfærdsvanskelige unge, fortsatte den konfronterende stil.
Stilen skyldes tilsyneladende langt hen ad vejen David Baker, for Mercury Revs næste album, See You On The Other Side, som udkom efter hans exit i 1994, var en langt mere afdæmpet affære. Titlen kombineret med et billede på bagsiden af Jonathan Donahue i færd med at lade en pistol, fik flere journalister til at se albummet som gruppens afskedsbrev.
I tre år hørte man ikke noget til Mercury Rev, men i 1998 genopstod de som fugl føniks af asken. Albummet Deserter's Song var intet mindre end et moderne mesterværk, som med sin eventyragtige lyd og imponerende produktion genfødte Mercury Rev.
Gruppen avancerede til stjerner indenfor den alternative rock, musikken dannede inspiration for utallige andre grupper, og Mercury Revs tidligere bassist og faste producer David Fridmann blev et efterspurgt producer-navn.
Mercury Revs efterfølgende to plader, All is Dream og The Secret Migration, har med skønhed og kompetence, men uden helt samme dramatiske schwung og følelsesmæssige skrøbelighed, videreført stilen fra Deserter's Songs. I dag er kun Donahue og Grasshopper tilbage fra den oprindelige besætning.

## Diskografi

### Albums
- 1991: Yerself Is Steam
- 1995: See You On The Other Side
- 1998: Deserter's Songs
- 2001: All Is Dream
- 2005: The Secret Migration
- 2008: Snowflake Midnight
- 2015: The Light in You
- 2019: Bobbie Gentry's The Delta Sweete Revisited
- 2024: Born Horses